# Brêche
Pour les articles homonymes, voir Brèche.
La Brêche ou Brèche est une petite rivière française, située dans le département de l'Oise, en ancienne région Picardie, intégrée dans les Hauts-de-France, et un sous-affluent de la Seine par l'Oise.

## Étymologie
Elle s'est appelée Brega, Bresches, Brescha, Brechia, Breschia au XIIIe siècle puis Bresche. Aujourd'hui, on écrit indifféremment Brêche ou Brèche[réf. nécessaire]. Le nom dont l'origine est incertaine pourrait venir du ligure bresca qui signifie "entaille, brèche", peut-être en référence à l'espace étroit où coule la rivière entre Monchy-Saint-Éloi et Laigneville.

## Géographie

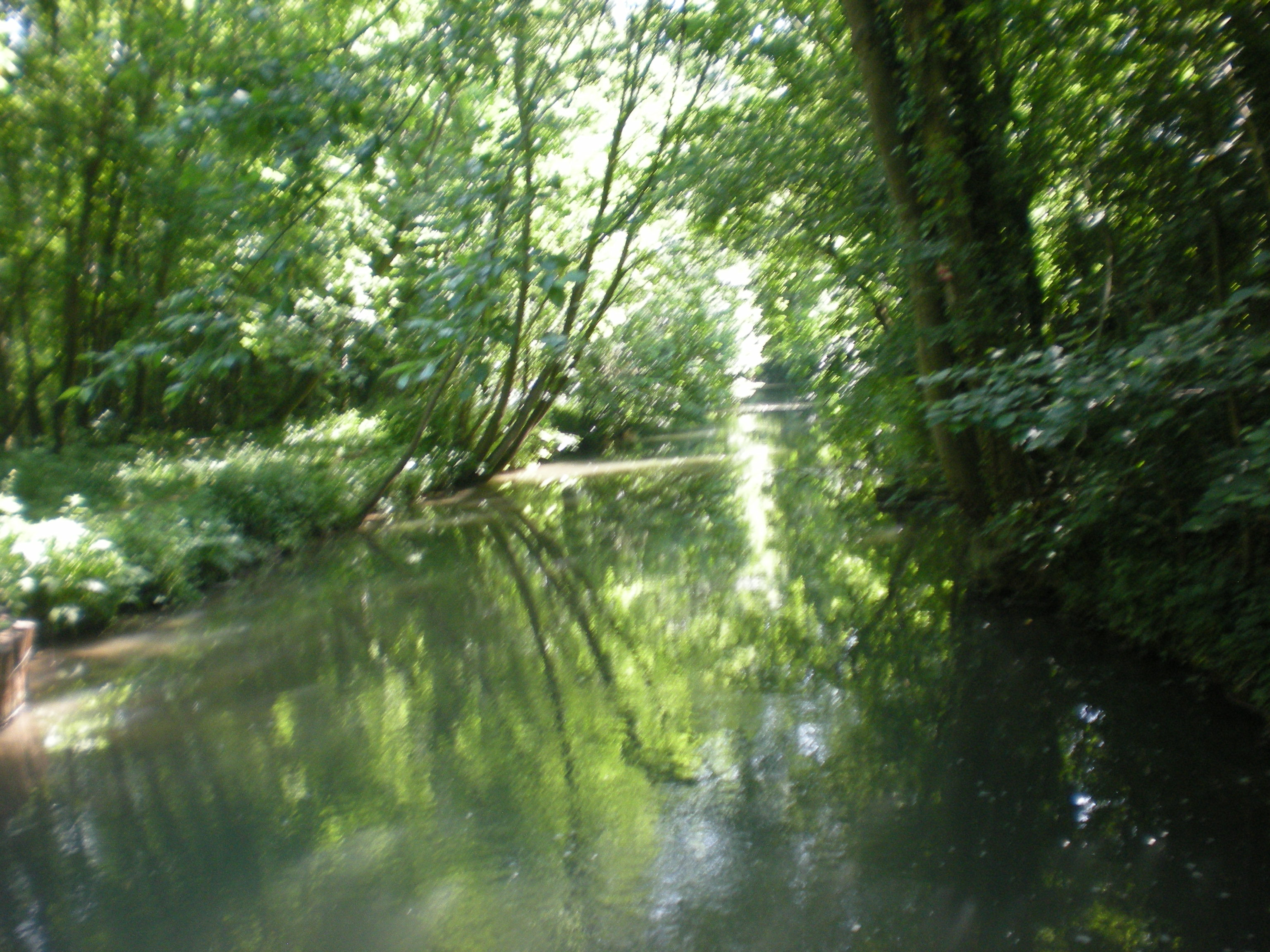
La Brêche à Étouy.

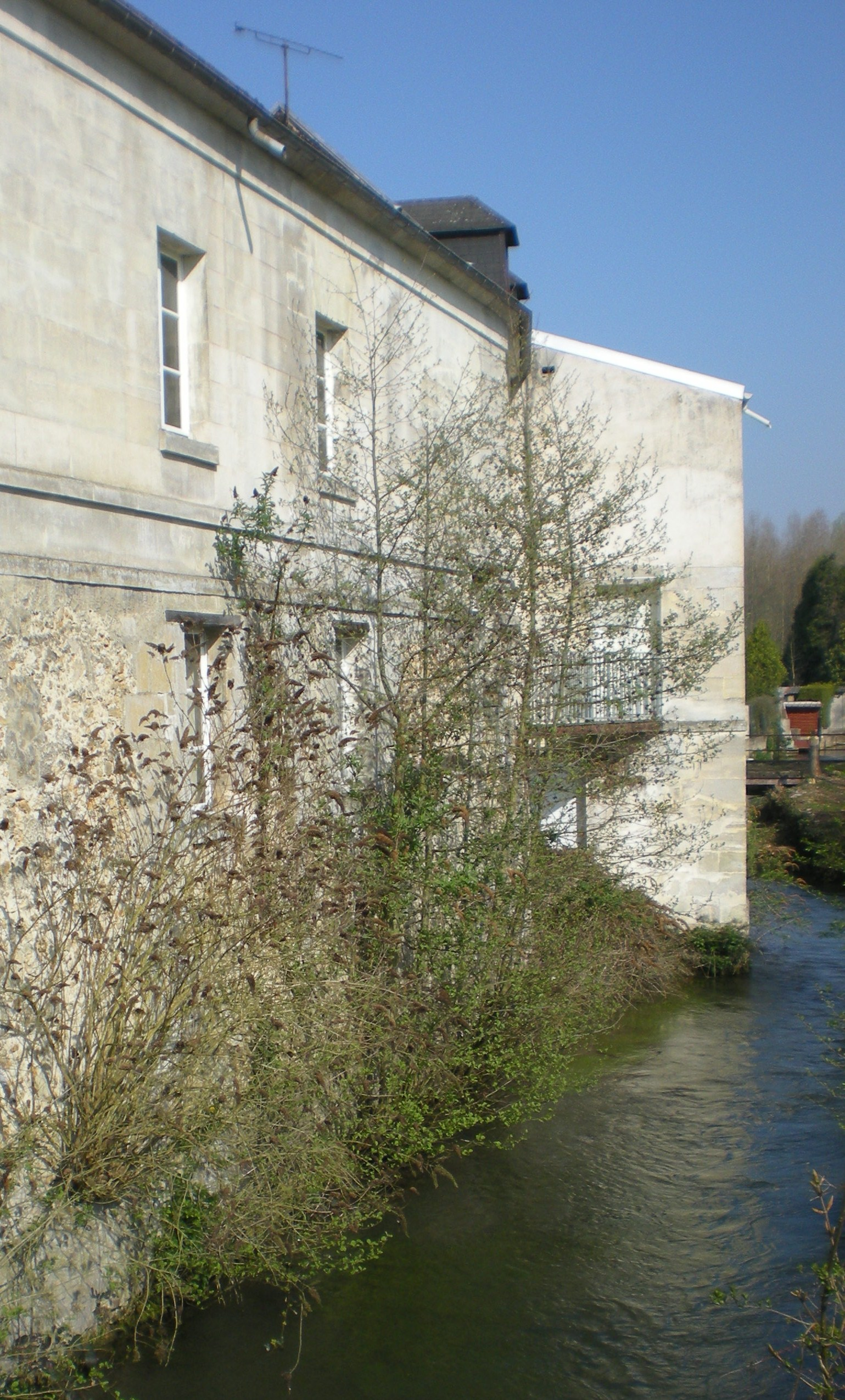
La Brêche à Clermont-de-l'Oise (quartier du Pont de Pierre).

La Brêche mesure 51 kilomètres mais de nombreux travaux de rectification ont pu réduire son cours, et sa longueur pour le SANDRE est de 45,5 km. Elle prend naissance à Reuil-sur-Brêche, à la Fontaine-au-But, à 112 mètres d'altitude. Au Moyen Âge, la source devait se trouver quelques kilomètres plus haut dans le vallon aujourd'hui desséché qui descend de Francastel par Lachaussée-du-bois-d'Écu où elle est encore citée au XVIIe siècle. C'est une «rivière de sources». Celles-ci jaillissent parfois directement dans le lit même de la rivière, et pour cette raison, la Brêche gèle rarement. Ses eaux sont grossies de nombreux rus et ruisseaux parfois asséchés en été, et de deux rivièrettes : l'Arré et la Béronnelle.
Après avoir traversé le parc du château de Monchy-Saint-Éloi, le cours de la Brêche se divise au lieu-dit Le Fourchet. La Grande Brêche pénètre dans Villers-Saint-Paul en passant dans ce qui était le parc du château de Mortefontaine aujourd'hui démoli, et se jette dans l'Oise au lieu-dit Pont-de-Brêche à 28 mètres d'altitude. La Petite Brêche bifurque vers Nogent-sur-Oise et jusqu'au XVIIIe siècle retrouvait la Grande Brêche plus en aval. Vers 1780, des travaux d'aménagement la conduisent directement dans l'Oise en amont de Creil. Près de deux kilomètres séparent les deux confluents.

### Bassin versant

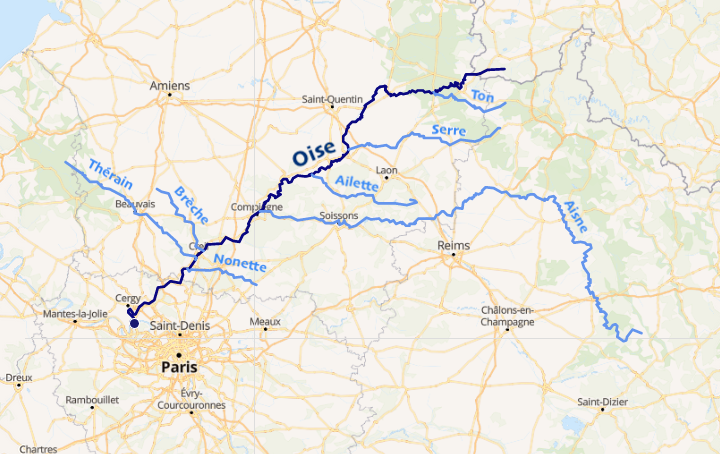
Positionnement de la Brêche en rive droite dans le bassin de l'Oise

La vallée de la Brêche entre Clermont et Villers-Saint-Paul porte le nom de Vallée Dorée. L'immense marais antique, progressivement domestiqué, a laissé place au XVIIIe siècle à de riches cultures maraîchères et des vergers qui disparaissent avec l'urbanisation et le développement industriel. Ce dernier a bénéficié de la proximité de l'Oise navigable ; de la ligne de  chemin de fer de Creil à Amiens, inaugurée en 1846, qui remonte la vallée de la Brêche jusqu'à Clermont puis la vallée de l'Arré ; et de la Route nationale 16 aujourd'hui à quatre voies de l'axe Paris à Dunkerque.

### Organisme gestionnaire
L'organisme gestionnaire est le SMBVB ou le Syndicat mixte du bassin versant de la Brèche.

## Affluents
L'Arré (rg) vient de Saint-Just-en-Chaussée et mesure 15 kilomètres. Son cours inférieur était autrefois un vaste marais. Elle se nommait Aragga au Xe siècle, Arais au XIVe siècle, rivière de Warty au XVIe siècle, Warty étant l'ancien nom de Fitz-James. Son nom pourrait signifier rivière lente. La rivière subit après le lycée agricole de l'Oise près d'Airion, une augmentation de sa température, car l'EPLEFPA de l'Oise utilise la géothermie pour se chauffer et rejette une eau de source un peu plus chaude que l'eau de la rivière. Un moulin utilisait la force de l'eau à la hauteur d'Airion (actuel Moulin d'Arion employé comme lieu d'équitation).
La Béronnelle (rg) prend sa source dans l'ancien domaine de Béronne situé sur le territoire de Fitz-James et mesure 10 kilomètres. Elle se jetait dans la Brêche au hameau de Bailly-le-Bel à Breuil-le-Sec. Son cours a été détourné en 1635. Depuis cette date, elle suit en parallèle la Brêche jusqu'à Liancourt où elle alimentait les jardins du château aujourd'hui disparu, puis rejoint la Brêche à Sailleville sur la commune de Laigneville, où des travaux de reconstitution de son cours initial (autrefois dévié pour alimenter le moulin de Sailleville) sur 350 m ont été réalisés en 2017 par le syndicat intercommunal de la vallée de la Brêche (SIVB),.

## Hydrologie

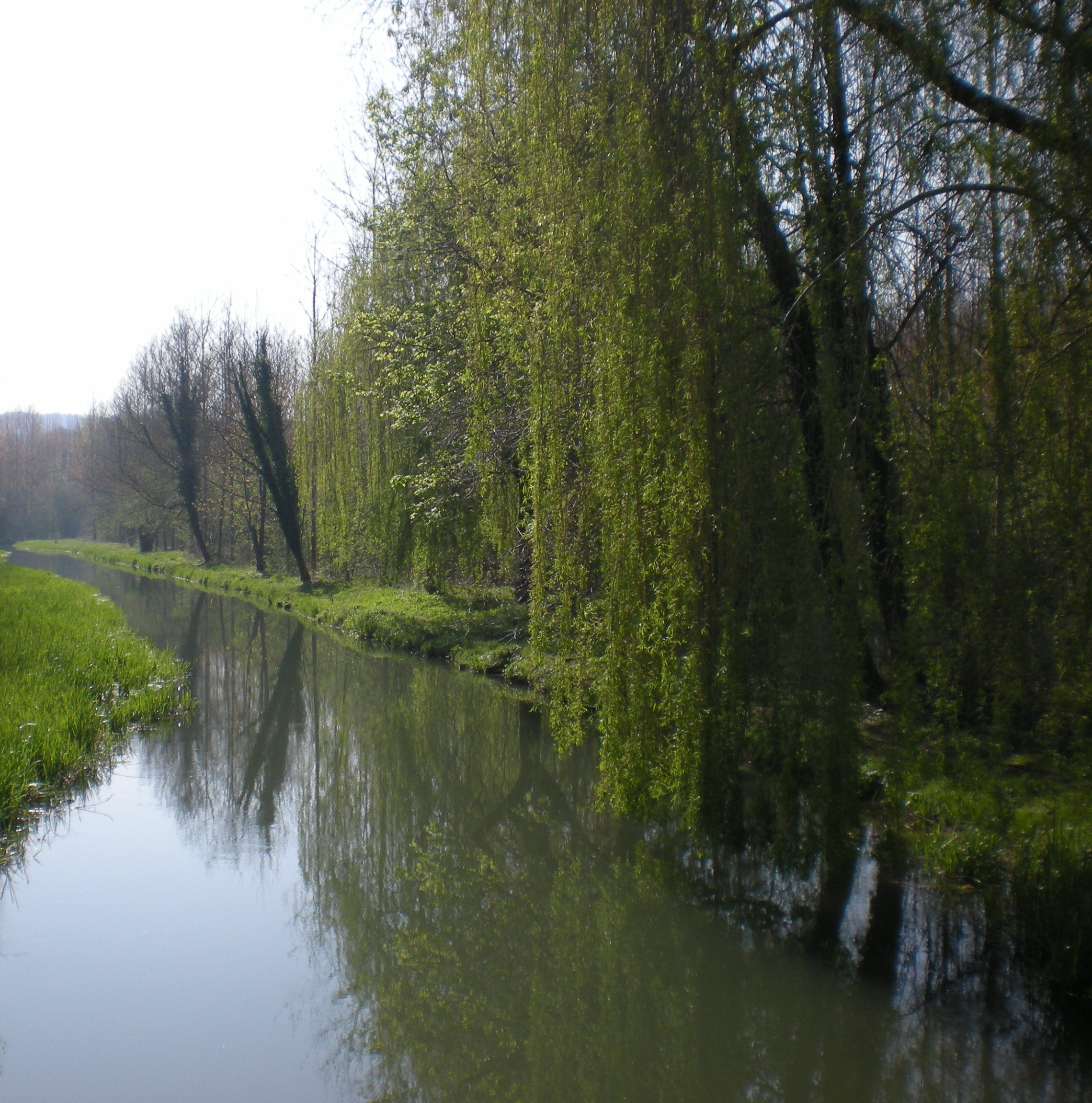
La Brêche à Breuil-le-Sec.

Son régime hydrologique est dit pluvial océanique.

### La Brêche à Nogent-sur Oise
Le débit de la Brêche a été observé pendant une période de 40 ans (1969-2008), à Nogent-sur-Oise, petite ville du département de l'Oise, située au niveau du confluent avec l'Oise, à 34 m d'altitude. Le bassin versant de la rivière est de 468 km2.
Le module de la rivière à Nogent-sur-Oise est de 2,32 m3/s.
Les  fluctuations saisonnières de débit de la Brêche sont très modérées. Les hautes eaux se présentent en hiver et au printemps et se caractérisent par des débits mensuels moyens allant de 2,54 à 2,91 m3/s, de décembre à mai inclus (avec un maximum très léger en mars). Dès le mois de mai le débit diminue très doucement jusqu'aux basses eaux qui ont lieu fin d'été-début d'automne, d'août à octobre, avec une baisse du débit moyen mensuel jusque 1,63 m3 au mois de septembre, ce qui est encore fort consistant. Cette situation résulte de la grande perméabilité des terrains de son bassin permettant la constitution de réserves en sous-sol atteignant leur maximim en fin d'hiver (mars). La nappe en sous-sol alimente les nombreuses sources, qui restituent progressivement l'eau de celle-ci à la rivière.

### Étiage ou basses eaux
Cependant, le VCN3 peut chuter jusque 0,92 m3, en cas de période quinquennale sèche, soit 920 litres par seconde, ce qui reste confortable voire abondant.

### Crues
D'autre part les crues ne sont jamais importantes, la nappe souterraine régulant en grande partie le débit. On retrouve ce profil hydrologique en Champagne crayeuse (Somme-Soude, Suippe etc). Les QIX 2 et QIX 5  valent respectivement 6,5 et 8,7 m3. Le QIX 10 vaut 10 m3/s, tandis que le QIX 20 se monte à 12 m3 et le QIX 50 à 13 m3/s. 
Le débit instantané maximal enregistré à Nogent-sur-Oise a été de 14,4 m3/s le 1er janvier 1995, tandis que la valeur journalière maximale était de 11,3 m3/s le 26 janvier de la même année. En comparant le premier de ces chiffres aux valeurs des différents QIX de la rivière, il est clair que cette crue était plus que d'ordre cinquantennal, sans doute d'ordre centennal, et dans tous les cas très exceptionnelle.

### Lame d'eau et débit spécifique
Au total la Brêche est une rivière peu abondante. La lame d'eau écoulée dans son bassin n'est que de 166 millimètres annuellement  ce qui est faible ; c'est à peu près moitié moins que la moyenne des bassins versants en France, et c'est aussi largement inférieur à la moyenne de l'ensemble des bassins versants de la Seine (plus ou moins 240 millimètres par an) et de l'Oise (243 millimètres par an). Le débit spécifique (ou Qsp) atteint un faible 5,0 litres par seconde et par kilomètre carré de bassin.

## Aménagements et écologie
Au XIXe siècle, l'utilisation de l'énergie hydraulique atteint son apogée. Vers 1825, on comptait quarante-six moulins à eau sur la Brêche, six sur l'Arré et un sur la Béronnelle. Malgré leur débit insuffisant, certains ruisseaux affluents de la Brêche étaient exploités. Le moulin du ruisseau du Pré de Chelles à Neuilly-sous-Clermont, qui ne tournait que quatre heures par jour, peut être cité en exemple.

### Liste des moulins à eau
La Brêche comptait une bonne quarantaine de moulins à eau qui servait à beaucoup d'activités au XIXe siècle, par exemple moudre le blé pour faire de la farine, installer des entreprises, des usines et plus tard y produire de l'électricité.
La liste des anciens moulins à eau sur la Brêche de l'amont à l'aval est la suivante (les moulins disparus sont en italique et les moulins en gras sont toujours existants) :
- Reuil-sur-Brêche
  - moulin de Reuil

- Montreuil-sur-Brêche
  - moulin de Ponceaux

- Essuiles
  - moulin de Coiseaux,
  - moulin de Becquerel,
  - moulin d'Hatton

- Bulles
  - moulin de Saine-Fontaine,
  - moulin du Châtelet,
  - moulin de Monceau

- Litz
  - moulin de Wariville,
  - moulin de Litz

- Etouy
  - moulin d'En Haut,
  - moulin des Aires,
  - moulin d'En Bas

- Agnetz
  - Grand moulin du Pont-Roy,
  - Petit moulin du Pont-Roy,
  - moulin de la Ferme,
  - Grand moulin de Ronquerolles,
  - Petit moulin de Ronquerolles,
  - moulin à Huile,
  - moulin de Lessier,
  - moulin de Ramecourt

- Fitz-James
  - moulin du Grand Fitz-James,
  - moulin du Petit Fitz-James,
  - moulin Vieux

- Clermont (Oise)
  - moulin du Pont-de-Pierre

- Breuil-le-Sec
  - moulin de Bailly-le-Bel

- Breuil-le-Vert
  - Petit moulin,
  - Grand moulin (La Seravenne)

- Bailleval
  - moulin de Sénécourt

- Rantigny
  - moulin de Rantigny

- Cauffry
  - Premier moulin de Cauffry,
  - Deuxième moulin de Cauffry

- Laigneville
  - moulin de Sailleville,
  - moulin de La Commanderie,
  - moulin de Caucriaumont,
  - moulin du Bois Bernier ou moulin Neuf

- Monchy-Saint-Éloi
  - moulin de Monchy

- Villers-Saint-Paul
  - moulin jacob,
  - moulin de La Fabrique,
  - moulin de la Barrière

- Nogent-sur-Oise
  - moulin Coquille,
  - moulin de Royaumont,
  - moulin D'En Bas ou moulin de La Vallée,
  - moulin de la Filature

- Creil
  - Premier moulin (commune de Creil),
- moulin Franchemont (commune de Creil)

## Galerie

### La Brêche autrefois

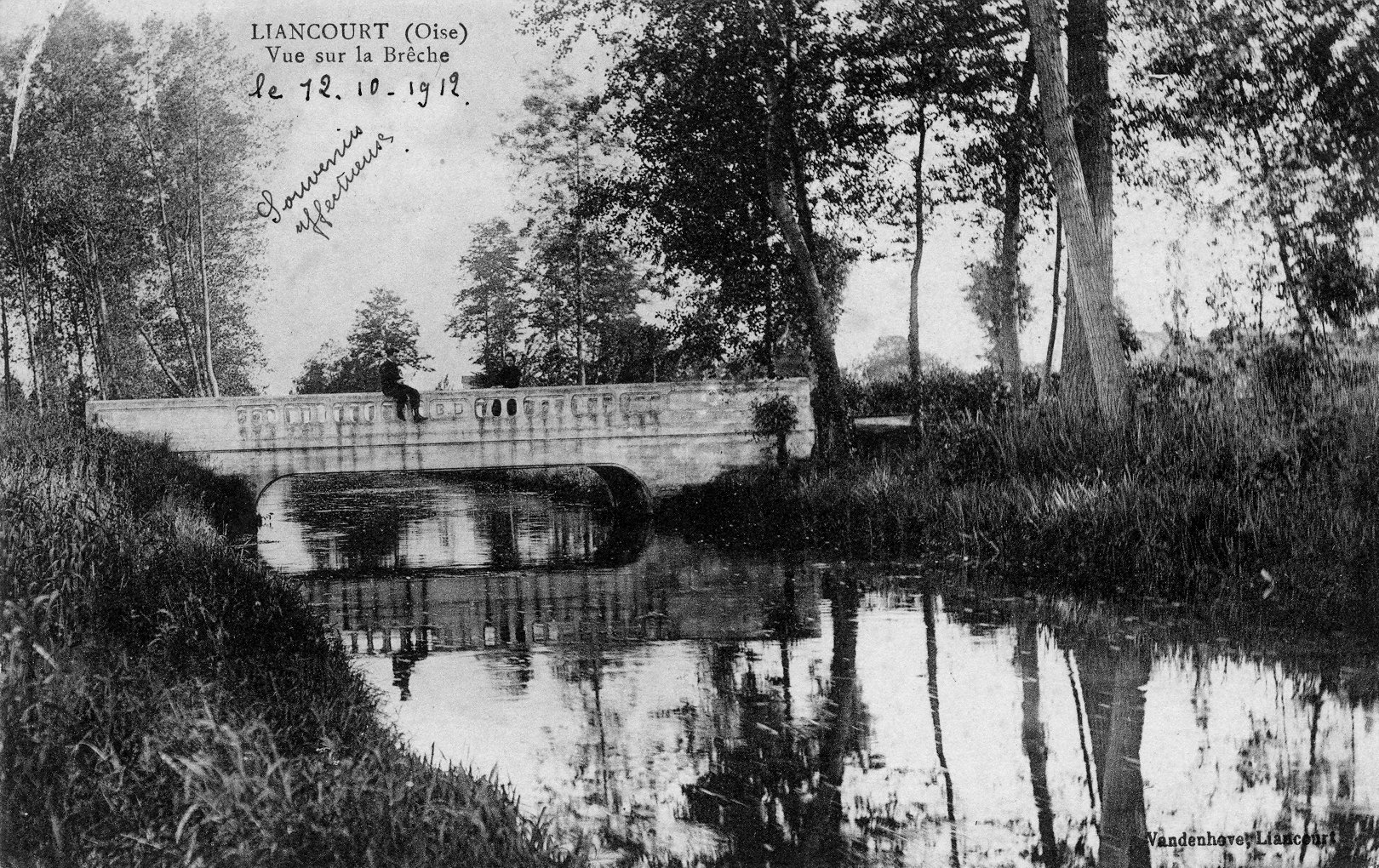
Liancourt, Pont Bajac (1912).
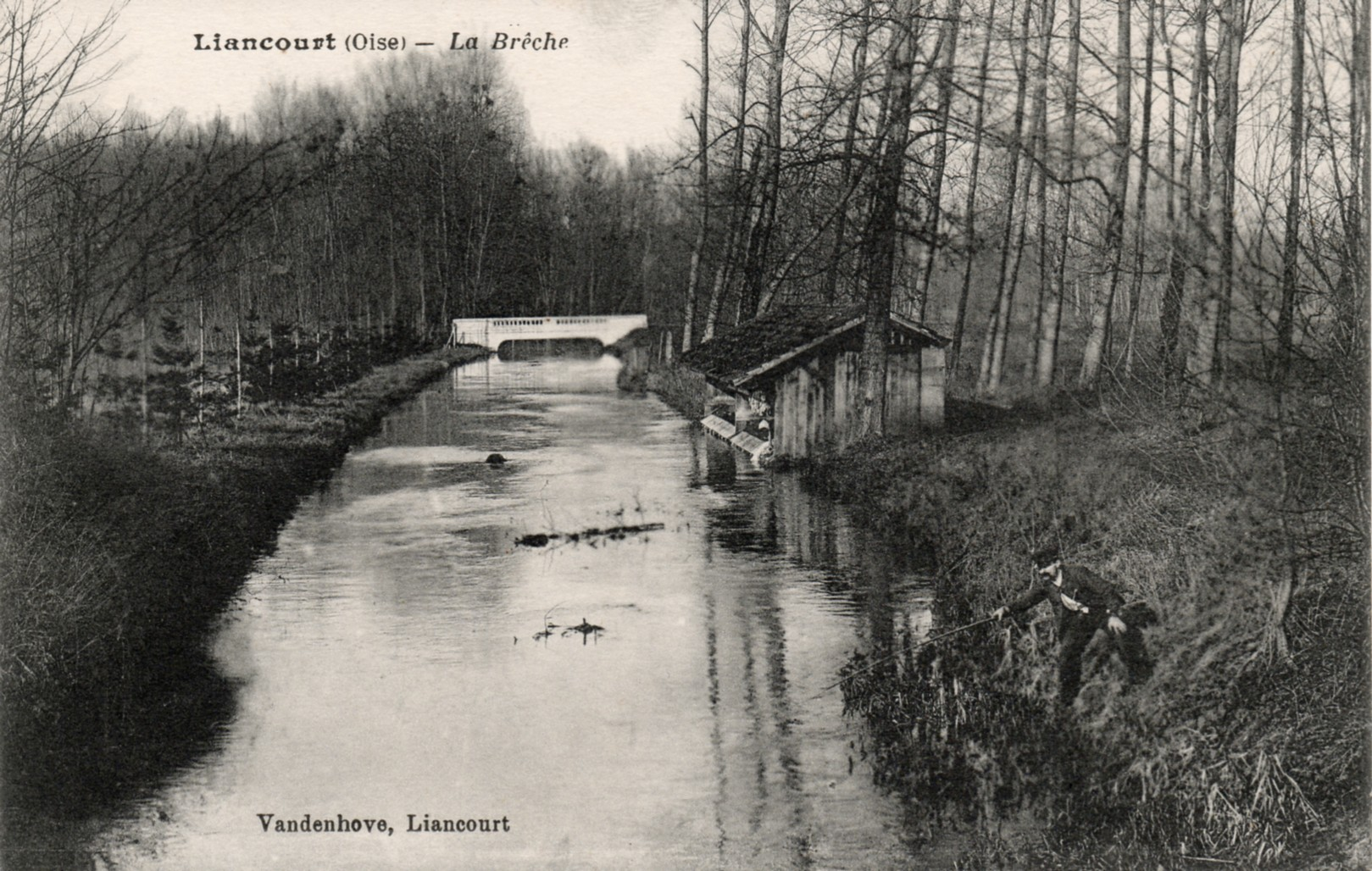
La Brèche à Liancourt dans les années 1910.
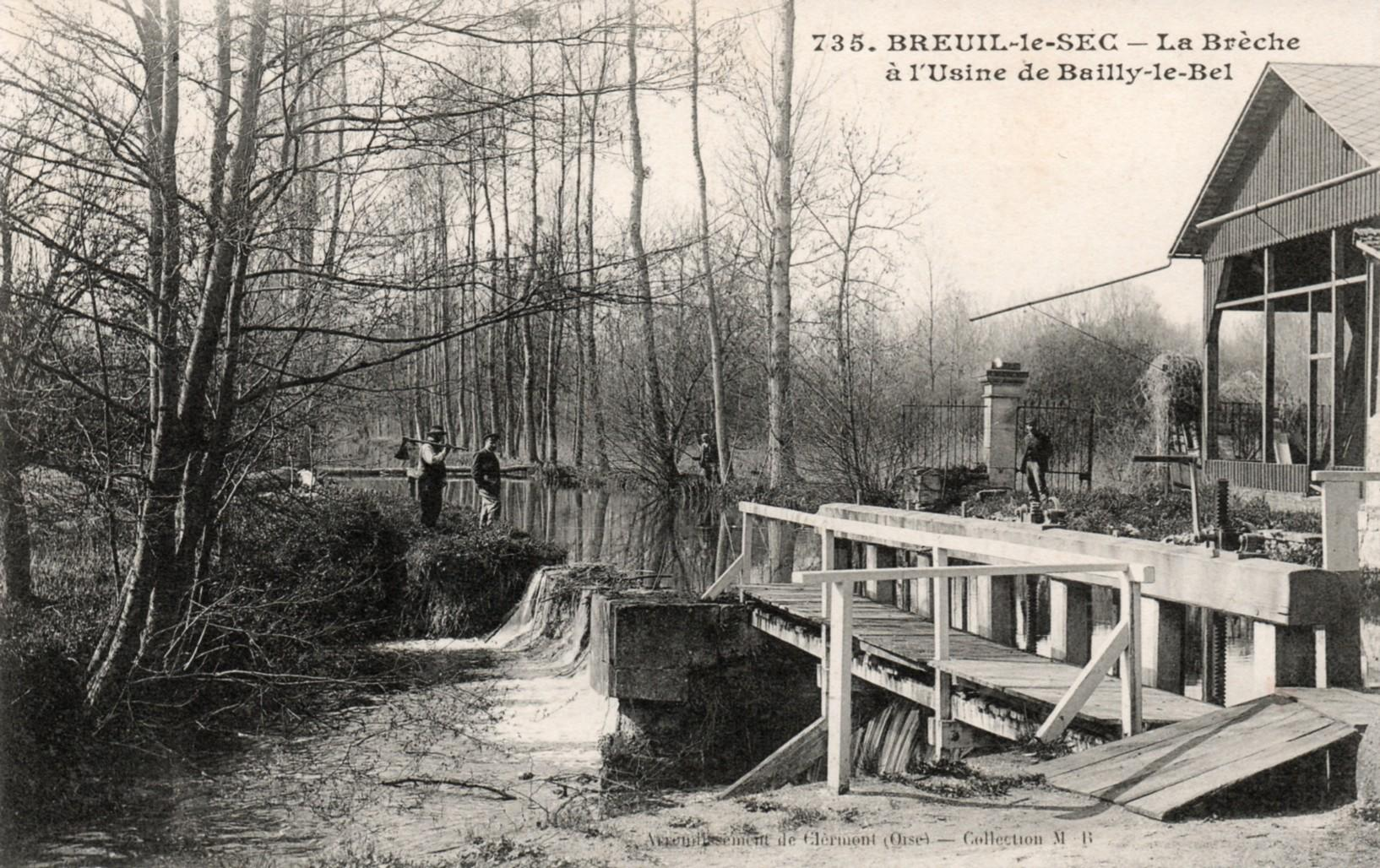
La Brèche à Breuil-le-Sec vers 1910.
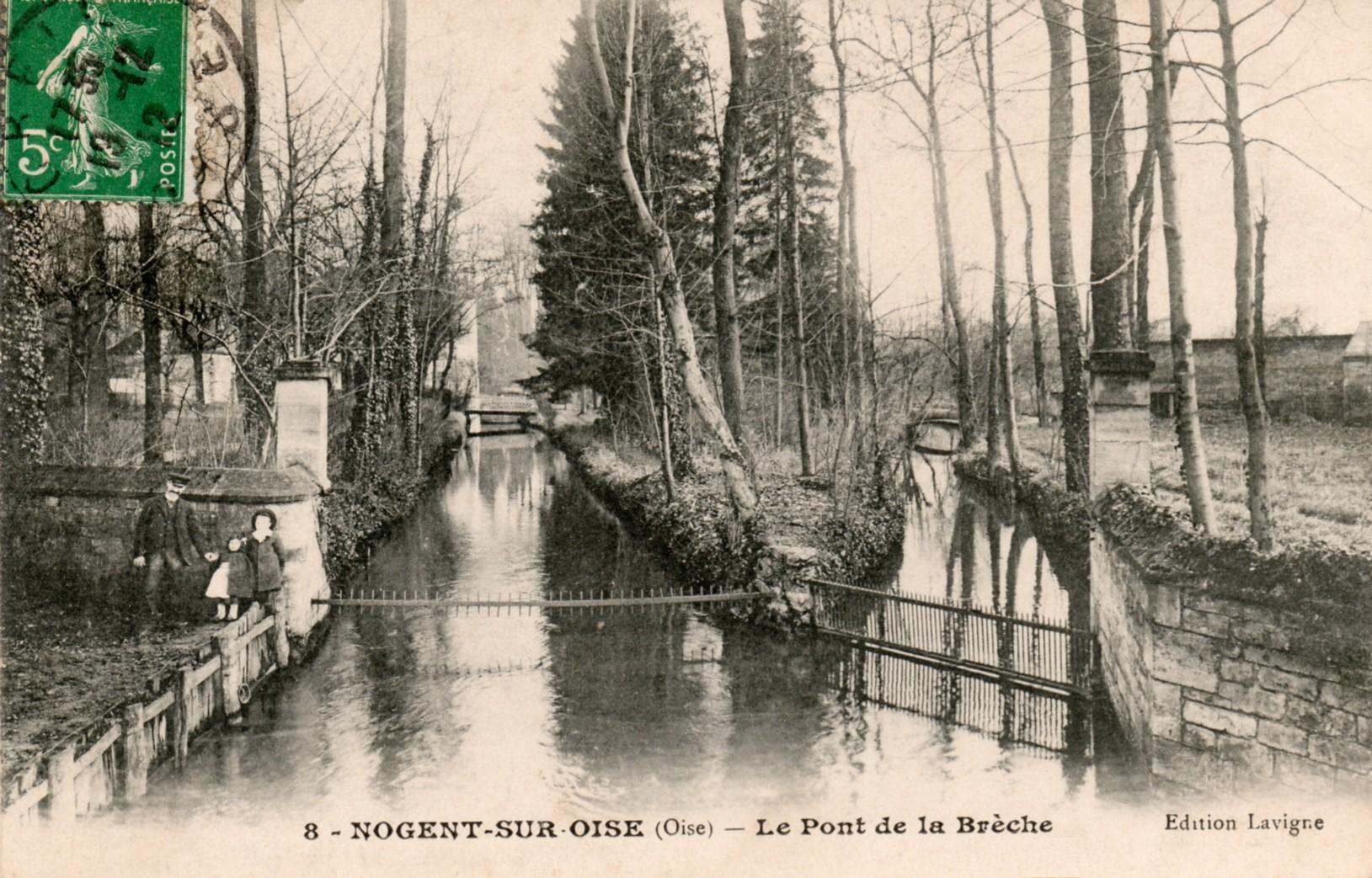
La Brèche à Nogent-sur-Oise en 1912.